# Polyrhachis sulcata
Polyrhachis sulcata är en myrart som beskrevs av André 1895. Polyrhachis sulcata ingår i släktet Polyrhachis och familjen myror. Inga underarter finns listade i Catalogue of Life.